# Parque nacional Conjola
Conjola es un parque nacional en Nueva Gales del Sur (Australia), ubicado a 165 km al suroeste de Sídney. El parque está ubicado frente a la costa y tiene extensas selvas junto a lagos y estuarios. El parque dispone de áreas de pícnic, caminerías señaladas. Entre las principales actividades del parque están la marcha, observación de aves, natación, pesca, navegación en canoas. En los alrededores del parque hay facilidades para alojarse o acampar.

## Ficha
- Área: 10 km²
- Coordenadas: 35°14′57″S 150°28′33″E / -35.24917, 150.47583
- Fecha de Creación: 30 de noviembre de 1994
- Administración: Servicio Para la Vida Salvaje y los Parques Nacionales de Nueva Gales del Sur
- Categoría IUCN: II

Véase también: Zonas protegidas de Nueva Gales del Sur